# Ducato di Benevento
Il Ducato di Benevento (poi divenuto Principato) costituì l'estrema propaggine meridionale del dominio longobardo in Italia e insieme al Ducato di Spoleto costituì quella che venne chiamata Langobardia Minor.
Formalmente soggetta al dominio dei pontefici romani (Ducato romano), che con i loro possedimenti nelle regioni centrali la tagliavano fuori dal resto dell'Italia longobarda, Benevento fu sostanzialmente indipendente fin dal principio della fondazione del ducato. I suoi destini furono strettamente legati alla corona reale longobarda solamente durante il regno di Grimoaldo e dei sovrani succeduti a Liutprando. Dopo la caduta del regno, tuttavia, il dominio beneventano rimase l'unico dei territori longobardi a mantenere de facto la propria indipendenza per quasi trecento anni, malgrado la divisione dei suoi territori subita nell'851.

## La fondazione del Ducato
Le circostanze della costituzione del ducato sono ancora dibattute fra gli storici. La data di fondazione rimane infatti controversa poiché le notizie in proposito contrastano con i tempi della discesa dei Longobardi in Italia, che secondo alcuni sarebbero stati presenti nel Mezzogiorno ben prima della completa conquista della pianura padana. In ogni caso, la fondazione del ducato si fa risalire al 576 e i Longobardi sarebbero quindi giunti soltanto in seguito, intorno al 590. Quello che è certo è che il primo duca fu Zottone, comandante di un'orda di soldati che stava discendendo la penisola lungo le coste della Campania. Il ducato fu costituito subito come entità statale indipendente, ma ben presto Zottone fu costretto a sottomettersi all'autorità regia costituita nell'Italia settentrionale. Gli successe il nipote Arechi I, che con la sua ascesa al potere inaugurò l'adozione del principio di successione ereditaria, quasi inesistente nella cultura politica longobarda.
La sottomissione di Zottone alla corona non limitò più di tanto l'autonomia del ducato, che pur essendo parte del regno si mantenne essenzialmente indipendente. Eppure, tra Benevento e il resto del dominio longobardo esisteva una forte comunanza di radici: condividevano la lingua, le leggi, la religione. In più, era in vita l'usanza per cui i duchi beneventani prendevano in mogli principesse della famiglia reale. Ma se da una parte esistevano innegabili tratti comuni, dall'altra rimaneva una lontananza geografica che ben presto si trasferì anche sul piano culturale. I duchi di Benevento e i sovrani di Pavia erano infatti separati da un vasto territorio che rispondeva ad alleanze con Roma o con Ravenna. L'autonomia culturale che si generò fu la naturale conseguenza di questo stato di cose. Nella chiesa di Benevento, ad esempio, si sviluppò e diffuse un particolare tipo di canto liturgico, il Canto beneventano, caratterizzato da uno stile e un andamento ritmico propri e da una sua fraseologia. Inoltre, mentre il canto gregoriano possedeva otto "modi", al beneventano ne bastavano due.
In questo ambito di autonomia si sviluppò anche la forma di scrittura detta beneventana, attraverso la quale veniva messo per iscritto il latino. Il canto beneventano resisté alla diffusione dei canti gregoriani fino all'XI secolo, quando fu proibito da papa Stefano IX.
Preziose informazioni sulla storia di questo stato longobardo ci provengono dallo scrittore dell'VIII secolo Paolo Diacono, giunto a Benevento al seguito di una principessa di Pavia, sposa del duca. Stabilitosi nel grande monastero di Montecassino, Diacono scrisse prima la storia di Roma, poi quella dei Longobardi, fornendoci la principale fonte di informazioni storiche sul ducato dalle origini fino a quel momento.
Al contrario che nell'Italia settentrionale, la conquista della zona non fu frutto di un piano articolato come poté essere il trasferimento in massa dalla Pannonia. Nel meridione d'Italia si diressero soprattutto guerrieri, dediti a razzie e ad assedi e raccolti in bande. Si erano recati lì come mercenari al servizio dei Bizantini nelle guerre greco-gotiche. Lo stesso Zottone potrebbe essere stato un capo di milizie mercenarie longobarde, forse parte integrante della guarnigione bizantina di Benevento. All'arretramento bizantino corrispose l'avanzata longobarda, ma non nella forma delle farae, bensì del comitatus, cioè di quel legame di fedeltà che legava i militi al capo e che in nuce contiene il futuro feudalesimo. Per conseguenza, l'influenza culturale nel meridione d'Italia fu più debole e, parallelamente, più semplice l'integrazione con le popolazioni vinte, numericamente maggioritarie, anche se socialmente emarginate. I corredi funerari confermano questo panorama.
Una delle prime incombenze dei nuovi conquistatori fu quella di ripristinare la cerchia difensiva della città. La residua popolazione di origine romana (di certo assai ridotta) fu confinata nella parte bassa della città, mentre i Longobardi si installarono nella zona collinare: i nuovi quartieri furono costruiti prevalentemente in legno. Come si era soliti fare a quei tempi, le emergenze monumentali romane furono convertite in elementi difensivi. In particolare, i nuovi conquistatori temevano che alcuni edifici (il teatro e le terme, ad esempio), essendo rimasti al di fuori della cinta, con la loro mole, fungessero da avamposti per i nemici. Fu per questa ragione che essi costruirono la Torre della Catena, un fortilizio a base poligonale e di forma piramidale, costruito con ciottoli di fiume disposti ad opus incertum, laterizi e materiale di spoglio.
Fu nel 600, secondo la tradizione, che venne consacrata la cattedrale. La tecnica costruttiva, assai irregolare e con uso di pietre di spoglio, fa pensare che essa sia contemporanea alla cinta muraria.

## Espansione del dominio
Sotto il regno dei successori di Zottone, il ducato cominciò a espandersi a danno dell'Impero bizantino. Arechi, proveniente dal ducato del Friuli, sottomise al dominio di Benevento le città di Capua e Crotone, saccheggiò la bizantina Amalfi, ma non riuscì a impossessarsi di Napoli. Alla sua morte, i presidi bizantini nel Mezzogiorno erano notevolmente ridotti. A Bisanzio restavano solo Napoli, Amalfi, Gaeta, Sorrento, parte della Calabria e le città marittime della Puglia (Trani, Bari, Brindisi, Otranto).
Nel 662 il duca Grimoaldo (al potere dal 647) si recò nel regno del Settentrione in appoggio al re Godeperto, in lotta con il fratello Pertarito, suo co-reggente. Grimoaldo comprese bene quale occasione gli si offriva e abbandonando i patti e le alleanze uccise Godeperto, esiliò Pertarito e conquistò Pavia, diventando re dei longobardi. In questi anni tentò di riportare in auge l'arianesimo a danno del cattolicesimo, diffuso dall'ultimo re Ariperto I. Ma l'arianesimo stava ormai scomparendo anche nel suo ducato, perdendo così quella caratteristica di tratto distintivo fra la minoranza etnica longobarda e la popolazione di lingua latina. Il cattolicesimo favorì invece la fusione delle due componenti e la formazione di una coscienza nazionale unica.

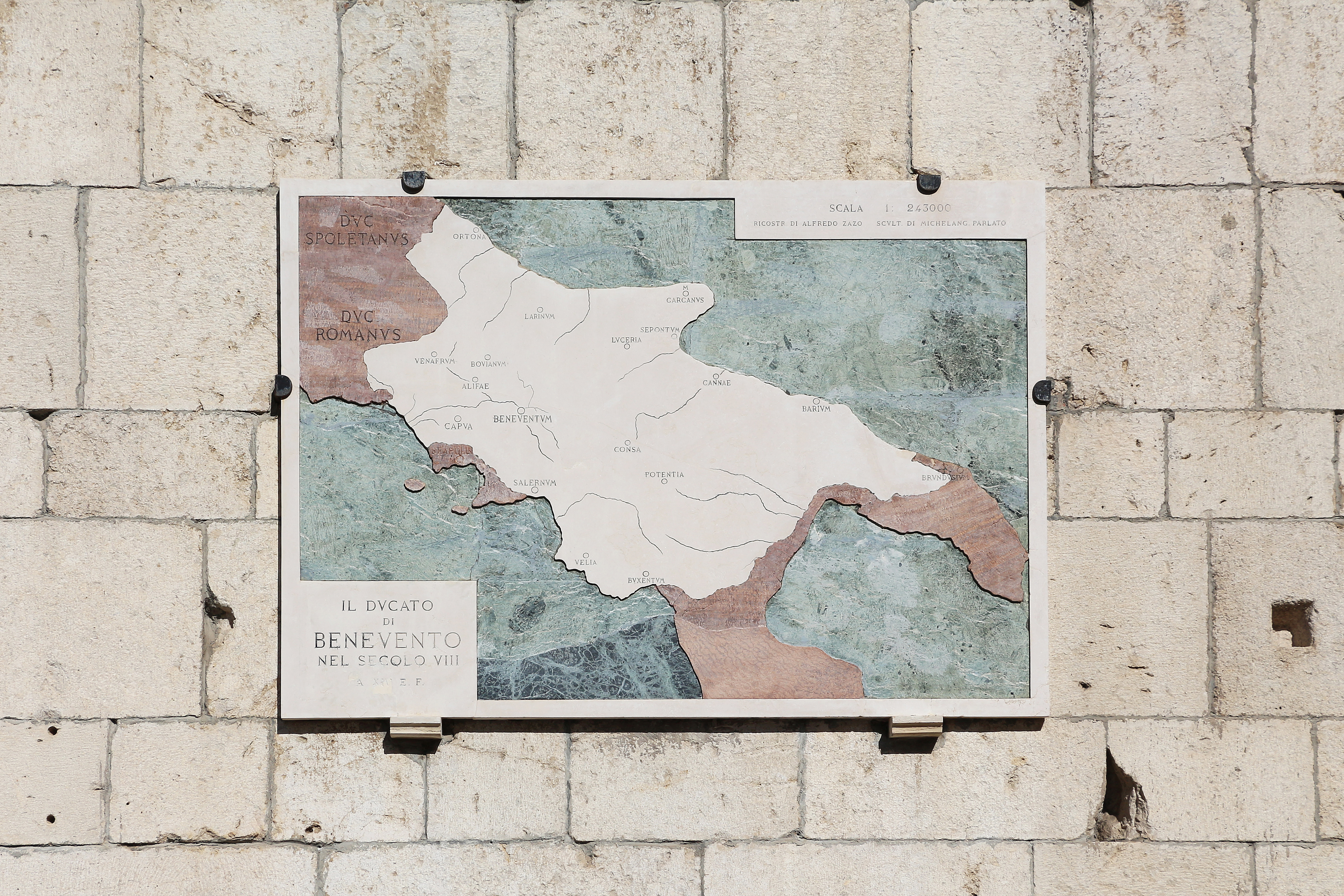
Il Ducato di Benevento all'inizio dell'ottavo secolo

Nel 663 la stessa Benevento fu messa sotto assedio dai bizantini. Questi, guidati da Costante II, erano sbarcati a Taranto nel tentativo di recuperare i domini perduti e ristabilire l'autorità dell'Impero sul meridione d'Italia. 
Il duca Romualdo I difese coraggiosamente la città e spinse l'imperatore, che da parte sua temeva l'arrivo del padre del duca, re Grimoaldo, a ritirarsi a Napoli. Romualdo intercettò parte dell'esercito bizantino a Forino, tra Avellino e Salerno, e lo annientò. La pace fra il ducato e l'Impero d'Oriente fu siglata solo nel 680.
Nei decenni successivi, Benevento riuscì a strappare ai bizantini diversi territori. Ma a questo punto, il principale nemico del ducato era diventato lo stesso regno longobardo dell'Italia settentrionale. Re Liutprando intervenne più volte nelle vicende beneventane, tentando di imporre propri candidati al trono ducale. Il suo successore, Rachis, dichiarò i ducati di Benevento e Spoleto territori stranieri, nei quali era proibito circolare senza un regolare permesso reale.

## Dal Ducato al Principato

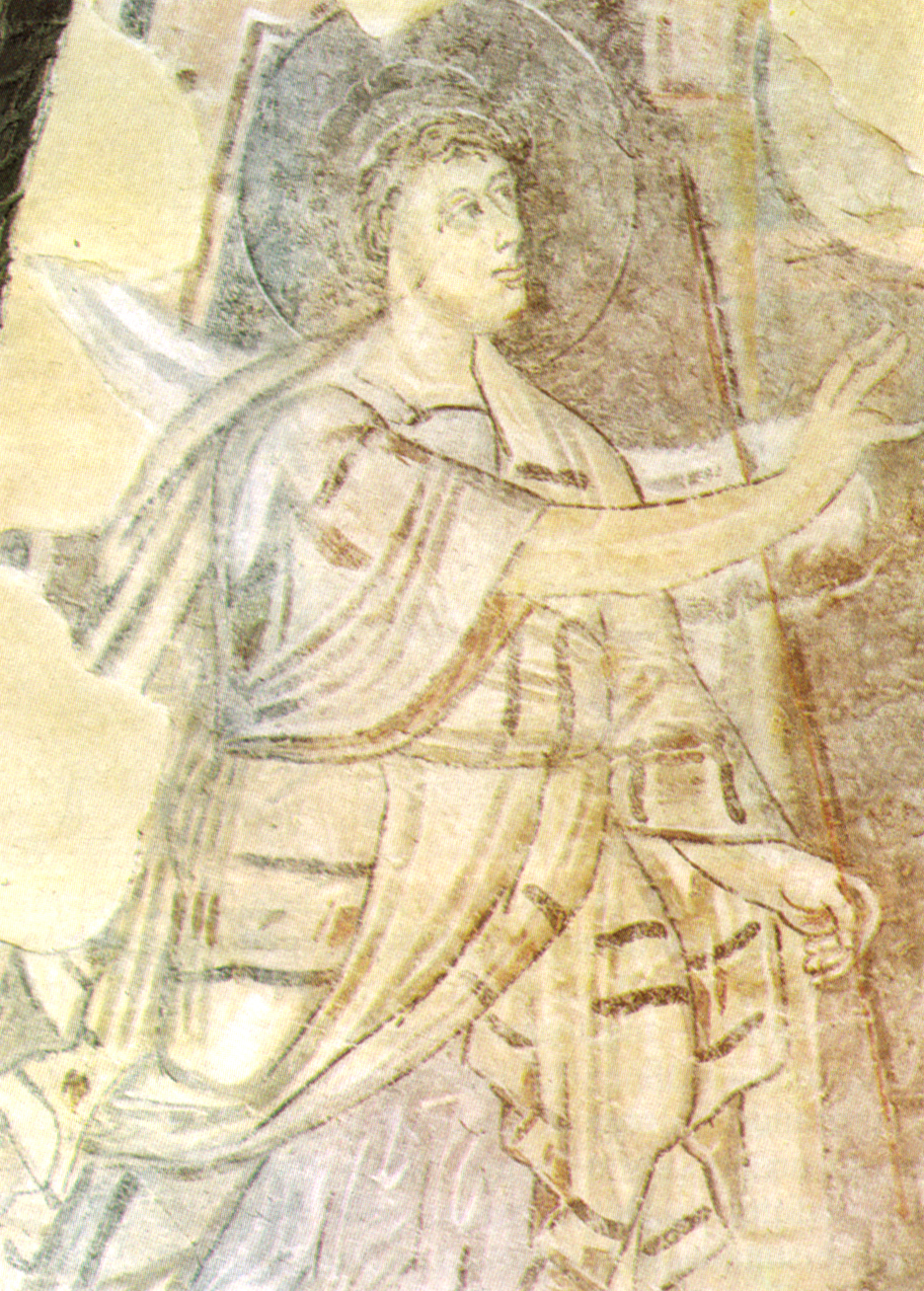
L'Annuncio a Zaccaria, affresco della chiesa di Santa Sofia (fine VIII-inizi IX secolo)

Nel 758 gli attriti fra i presidi meridionali e quelli settentrionali del dominio longobardo si acuirono. Le città di Spoleto e Benevento furono occupate per un breve tempo da re Desiderio, ma con la sconfitta di quest'ultimo e la conquista del regno longobardo da parte di Carlo Magno (774), il trono longobardo rimase vacante. Il duca Arechi II pensò di approfittare della situazione e tentare un colpo di mano per impossessarsi della corona. Ma l'impresa si rivelò ben presto impraticabile, soprattutto perché in questo modo Arechi avrebbe attirato su di sé l'attenzione dei Franchi, esponendosi a facili pericoli. Il duca non perse comunque l'occasione di innalzare la propria dignità e si fregiò del titolo di Principe, elevando il suo dominio a Principato. La sua ascesa dovette però interrompersi: nel 787 l'assedio di Salerno da parte di Carlo Magno lo costrinse a sottomettersi alla signoria dei Franchi.
Fu in questo periodo che Benevento fu indicata da un cronista con l'appellativo di Ticinum geminum ("gemella di Ticinum", antico nome di Pavia): in pratica, fu considerata una seconda Pavia. La città subì in effetti importanti interventi di ampliamento: Arechi espanse la vecchia città romana, estendendo nuove mura e fortificazioni anche nella parte sud-occidentale della città. Qui il principe fece radere al suolo le vecchie costruzioni ed edificare un nuovo palazzo principesco, la cui corte interna è ancora oggi visibile in quella parte dell'acropoli detta Piano di Corte. Come i loro nemici bizantini, i duchi integrarono nell'architettura del palazzo la loro chiesa nazionale, quella di Santa Sofia.
Nel 788 il principato fu nuovamente invaso dalle truppe bizantine, guidate stavolta da Adelchi, il figlio di Desiderio, che aveva trovato rifugio a Costantinopoli. Un tentativo di riscossa che fu abilmente ostacolato dal figlio di Arechi II, Grimoaldo III, che era riuscito anche a rovesciare i rapporti di forza con i Franchi giungendo ad ottenere da questi una parziale sottomissione. Alla guerra contro Adelchi presero parte anche i Franchi, che nel corso delle vicende belliche si lanciarono più volte all'attacco degli stessi territori di Benevento, ottenendo alcune piccole conquiste. Notevole fu solo l'annessione di Chieti al ducato di Spoleto.
Nell'814 l'imperatore Ludovico il Pio pretese ancora una volta la sottomissione di Benevento e il principe Grimoaldo IV gli fece alcune vaghe promesse di tributi e obbedienza. Nessuno di questi impegni, pur rinnovati dal successore Sicone, fu realmente osservato: al contrario, il potere sempre più declinante dei sovrani carolingi consentì al principato di allargare i margini della propria autonomia.

## Divisione, riunificazione e declino del Principato
Malgrado l'incessante ostilità dei carolingi, Benevento raggiunse nel secolo seguente l'apice della sua grandezza, arrivando a imporre tributi alla città di Napoli e conquistando Amalfi sotto il duca Sicardo. Quando quest'ultimo fu ucciso da una congiura di palazzo, nell'anno 839, nel principato fu la guerra civile. Il fratello di Sicardo, Siconolfo, fu proclamato principe dal popolo di Salerno, mentre l'assassino Radelchi fu acclamato sovrano dai beneventani.

### Il capitolare dell'851

Il Principato di Salerno nell'851, sancito dal Capitolare dell'851 e retto da Pietro di Salerno

Lo scontro si concluse solo dopo dieci anni di lotte con la divisione del principato, sancita dallo stesso imperatore Ludovico II con il capitolare dell'851. Dalla divisione nacque il Principato di Salerno, mentre al Principato di Benevento, ridotto nella sua estensione territoriale, rimasero l'intero Sannio, l'Irpinia a nord dell'Ofanto, il Vulture e la Puglia a settentrione di Taranto.
Molti dei gastaldi e dei conti della zona, come quelli di Capua, approfittarono di questa situazione di caos per dichiararsi indipendenti da entrambe le signorie.
Una crisi aggravata dall'arrivo delle invasioni saracene, che per la prima volta erano stati chiamati in Italia dallo stesso Radelchi e poi da Siconolfo durante la più che decennale guerra per la successione a Sicardo. Non di rado, infatti, i mercenari musulmani venivano spronati all'intervento armato in Europa dagli stessi governanti cristiani in guerra fra loro.
Napoli, Salerno e Benevento subirono in questo periodo violenti saccheggi e devastazioni. La colonia saracena costituita nel meridione del Lazio sarebbe stata poi annientata solo nel 915, dopo la battaglia del Garigliano. Nel frattempo, l'Impero bizantino tornava alla carica riconquistando gran parte della Puglia e occupando la stessa Benevento tra l'891 e l'894.

### La riunificazione con Pandolfo Testadiferro

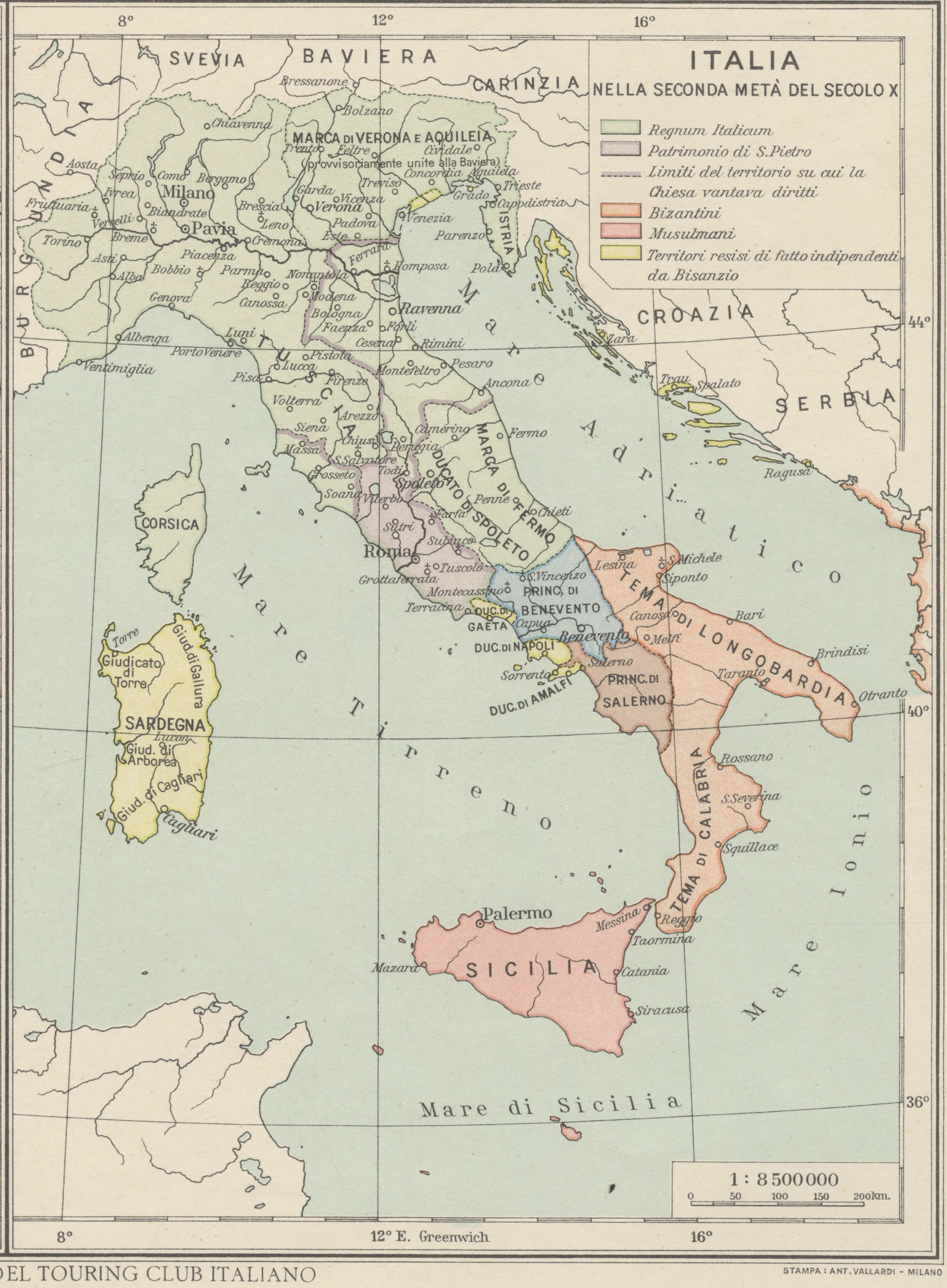
Mappa dell'Italia della seconda metà del X secolo; il principato di Benevento è evidenziato in blu

Nell'899, Atenolfo I di Capua conquistò Benevento e unificò i due ducati, dichiarandoli giuridicamente inseparabili. Egli introdusse il principio della co-reggenza, attraverso il quale diventava prassi che i figli venissero associati al governo dai padri regnanti. Un metodo che fu subito adottato anche dai sovrani di Salerno. L'intera Langobardia Minor fu riunificata per l'ultima volta dal duca Pandolfo Testadiferro, che nel 978 divenne anche principe di Salerno. A lui si deve la costituzione dell'Arcidiocesi di Benevento nel 969. Prima della sua morte (avvenuta nel marzo del 981), aveva ottenuto dall'imperatore Ottone I anche il titolo di Duca di Spoleto. Tuttavia, egli non lasciò un'eredità unitaria, ma divise il suo dominio fra i suoi due figli: Landolfo IV ebbe il Principato di Benevento e Capua, mentre Pandolfo II ottenne Salerno. Ma Benevento fu di nuovo strappata al suo signore quando Pandolfo II, nipote di Testadiferro, si ribellò allo status quo chiedendo la sua parte di eredità.

### Il declino e l'arrivo dei Normanni
I primi decenni dell'XI secolo videro Benevento declinare molto più rapidamente degli altri ducati come Salerno, allora in posizione di assoluta predominanza, o Capua. L'imperatore Enrico II, nel 1022, conquistò Capua e Benevento, ma fu costretto a un rapido ritorno in Germania dopo che, a seguito del fallito assedio di Troia, dovette riconoscere ai Normanni il possesso della contea di Ariano. Ebbero così inizio gli anni della conquista normanna dell'Italia meridionale. Benevento, che di lì a poco avrebbe accettato la sudditanza allo Stato Pontificio, fu per essi solo un debole alleato. Il duca beneventano Pandolfo III, tuttavia, aveva ancora abbastanza prestigio da potersi permettere di mandare suo figlio, Atenolfo, a comandare la ribellione normanno-longobarda in Puglia. In realtà, fu un disastro: Atenolfo abbandonò subito l'impresa e Benevento perse allora tutto ciò che restava della sua influenza.
Roberto il Guiscardo conquistò Benevento nel 1053 e ne dichiarò la sudditanza formale al papato. Da Roma fu nominata una serie di duchi longobardi minori fino al 1078, quando la Santa Sede affidò la signoria sul principato allo stesso Guiscardo. Ma già nel 1081, esso fu restituito nuovamente al papato. Benevento era ridotta ormai a una piccola città marginale e questo era tutto ciò che restava di un principato un tempo potente, capace di determinare le rotte della politica nel Mezzogiorno per intere generazioni. Da questo momento in poi non furono più nominati duchi né principi. Solo nel 1806, dopo la conquista di Benevento da parte di Napoleone, fu nominato principe Charles Maurice de Talleyrand. Tuttavia, il titolo non aveva nessun significato concreto e scomparve con Napoleone nel 1815. Benevento rimase dominio pontificio fino all'unità d'Italia (1861).